# Voices (Hurts)
Voices è un singolo del gruppo musicale britannico Hurts, pubblicato il 15 maggio 2020 come primo estratto dal quinto album in studio Faith.

## Descrizione
Come spiegato dal frontman Theo Hutchcraft, il brano rappresenta un ritorno alle origini musicali del duo e si caratterizza per le sonorità pop oscure e da un testo che affronta l'isolamento, la depressione e la mania:

## Video musicale
Sebbene non sia mai stato realizzato alcun video per il brano, il giorno dell'uscita del singolo gli Hurts hanno reso disponibile un lyric video attraverso il proprio canale YouTube.
Il 28 maggio è stato presentato su IGTV un video girato in bianco e nero in cui il gruppo esegue il brano dal vivo.

## Tracce
1. Voices – 3:09